# Lam‘eh Eslām-e Bālā
Lam‘eh Eslām-e Bālā (persiska: لمعه اسلام بالا, Lameh Eslām) är en ort i Iran.   Den ligger i provinsen Östazarbaijan, i den nordvästra delen av landet, 500 km nordväst om huvudstaden Teheran. Lam‘eh Eslām-e Bālā ligger 966 meter över havet och antalet invånare är 234.
Terrängen runt Lam‘eh Eslām-e Bālā är kuperad åt nordväst, men åt sydost är den bergig. Runt Lam‘eh Eslām-e Bālā är det ganska glesbefolkat, med 39 invånare per kvadratkilometer. Närmaste större samhälle är Oshtūbīn, 19,3 km väster om Lam‘eh Eslām-e Bālā. Trakten runt Lam‘eh Eslām-e Bālā består i huvudsak av gräsmarker.